# Kuzminite
La kuzminite è un minerale appartenente al gruppo del calomelano.